# 鵜瀞由己
鵜瀞 由己（うのとろ よしみ）は、日本の内閣府官僚。長崎大学経済学部教授、経済社会総合研究所上席主任研究官、財務総合政策研究所次長、東京成徳大学経営学部教授などを歴任した。

## 人物・経歴
1977年東京大学経済学部経済学科卒業。経済企画庁総合計画局計画官（労働力・人的能力担当）を経て、1996年会計検査院第1局租税検査第3課長。1998年郵政省郵政研究所第二経営経済研究部長。
2001年内閣府国民生活局消費者調整課長。2002年内閣府経済社会総合研究所上席主任研究官。同年長崎大学経済学部教授。2005年財務省大臣官房参事官兼財務総合政策研究所次長。2009年内閣府大臣官房付、退官、東京成徳大学経営学部教授。

## 編著
- 『わが国公的金融の役割（郵政研究所研究叢書）』日本評論社 1999年